# Qurium
Qurium The Media Foundation (antes Virtual Road) es una ONG dedicada a la defensa de los derechos digitales, protección de datos y la seguridad en internet. Fue fundada en 2009 bajo el nombre de VirtualRoad.org, por un grupo de activistas digitales, profesionales en informática forense y defensores de derechos humanos. 

## Misión y estructura
La ONG brinda alojamiento a sitios web de medios de comunicación independientes y organizaciones de derechos humanos que estén bajo ataques y que vean vulnerada la integridad de su información, así como la posibilidad de presentar sus investigaciones.
Una vez recibidas o identificadas las peticiones de apoyo de las organizaciones, se identifican las fuentes del ataque y se brinda alojamiento seguro al sitio, mediante una red de distribución de contenidos (CDN) optimizada para ser segura y una infraestructura de mitigación de ataques de denegación de servicio (DDoS).
Lo anterior en sintonía con el reglamento General de Protección de Datos (RGPD / GDPR) (EU) 2016/679 de la ley europea sobre la protección de datos y la privacidad aplicable desde el 25 de mayo de 2018. En la actualidad son soporte a más de 50 medios de comunicaciones en 20 países.
La ONG, tiene su sede en Suecia, y desarrolla su activismo alrededor del mundo, en países como Afganistán, Azerbaiyán, Colombia, Congo, Cuba, El Salvador, Francia, Irán, Jordania, Kazajistán, Kirguistán, Myanmar, Nigeria, España, Filipinas, Togo, Turkmenistán, Uzbekistán, Vietnam, Zimbabue
Fondos
La operación de Qurium se basa en donantes internacionales.

## Macron Leaks
Luego de la filtración masiva de más de 20mil correos relacionados con la campaña de Emmanuel Macron en las elecciones de 2017, VirtualRoad.org demostró que el video donde se señalaba a Macron de tener dineros en el paraíso fiscal de la isla nieves del Caribe, provenían de falsificaciones desde grupos neonazis estadounidenses. 

## Una aplicación móvil para vigilar votantes en Colombia
En compañía del medio independiente Cuestión Pública, investigó y reveló un informe forense donde muestra que al menos 55 mil votantes en las elecciones locales de una ciudad capital en Colombia, estaban siendo vigilados a través de una aplicación móvil. 